# Amnirana lepus
Amnirana lepus é uma espécie de anfíbio da família Ranidae.
Pode ser encontrada nos seguintes países: Camarões, República Centro-Africana, República do Congo, República Democrática do Congo, Guiné Equatorial, Gabão e Angola.
Os seus habitats naturais são: florestas subtropicais ou tropicais húmidas de baixa altitude, rios, jardins rurais e florestas secundárias altamente degradadas.